# Красковский, Ипполит Феофилович
Ипполи́т Феофи́лович Краско́вский (Ипполи́т Феофила́ктович; ок. 1845, Гродненская губерния — 2 [14] января 1899, Москва) — русский публицист и прозаик.
Сын священника. Учился в Гродненском духовном училище, некоторое время учительствовал. В 1869 окончил Санкт-Петербургскую духовную академию. В 1871 году обосновался в Москве.
С конца 1860-х активно писал для газеты «Московские ведомости», а в «Русском вестнике» напечатал ряд повестей и рассказов. Часть их издал под названием «На западной окраине России» (в двух томах; Москва, 1884).
Пробыв около года на Афоне, издал книгу «Макарий Афонский, игумен и священно-архимандрит Афонского Пантелеймоновского монастыря» (Москва, 1889).
Переводил на русский язык произведения польских авторов (в том числе Г. Сенкевича).